# Gisors
Gisors – miejscowość i gmina we Francji, w regionie Normandia, w departamencie Eure.
Według danych na rok 1990 gminę zamieszkiwało 9481 osób, a gęstość zaludnienia wynosiła 569 osób/km² (wśród 1421 gmin Górnej Normandii Gisors plasuje się na 29. miejscu pod względem liczby ludności, natomiast pod względem powierzchni na miejscu 105).

## Linki zewnętrzne

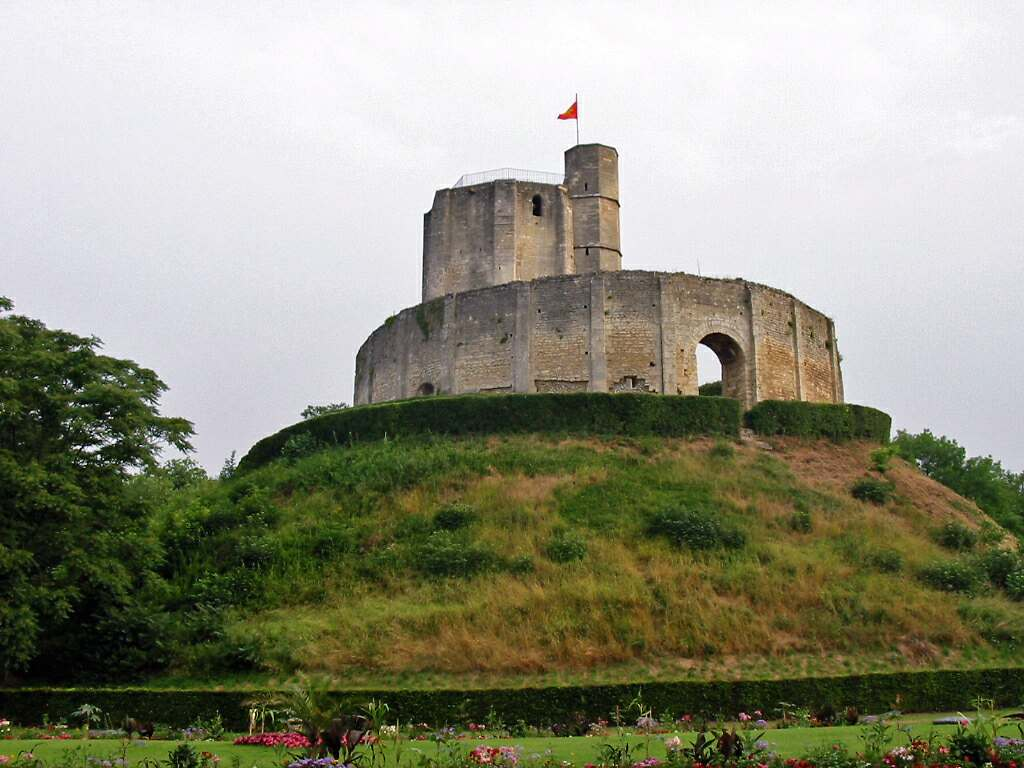
Ruiny zamku w Gisors